# MBK Pezinok
Le MBK Pezinok est un club de basket-ball slovaque, évoluant dans la ville de Pezinok. L'équipe évolue en League One, la deuxième division du championnat slovaque.

## Noms successifs
- 1991–1992: Lokomotiva Pezinok
- 1996–2005: Slovakofarma Pezinok
- 2005–2007: MBK Pezinok
- 2007–2008: BK Skanska Pezinok
- 2008–2009: AB Cosmetics Pezinok
- 2009–2010: Basketbal Pezinok

## Palmarès
- Champion de Slovaquie : 1993, 1997, 1998, 1999, 2000, 2001, 2002, 2008, 2010
- Vainqueur de la Coupe de Slovaquie : 1997, 1999, 2000, 2002, 2008, 2009, 2010

## Entraîneurs successifs
- Depuis ? : -